# Scatternet

Unter einem Scatternet versteht man eine Gruppe von unabhängigen und asynchronen Piconets, die mindestens ein Bluetooth-Gerät gemeinsam enthalten. Es können maximal 10 komplett volle Piconets in einem Scatternet zusammengeschlossen werden. Die Gateway-Geräte agieren gegenüber dem eigenen Piconetz als Master, gegenüber dem Master des Scatternet als Slave.